# Bataille de Suipacha
Guerres d'indépendance en Amérique du Sud
Batailles
- Suipacha
- Las Piedras
- Huaqui
- Tucumán
- Cerrito
- Salta
- Campagne Admirable
- Ayohuma
- Buceo
- La Puerta (1814)
- Rancagua
- Sipe-Sipe
- Carthagène
- Chacabuco
- La Puerta (1818)
- Maipú
- Vargas
- Boyacá
- Valdivia
- Carabobo
- Yaguachi
- Pichincha
- Lac Maracaibo
- Junín
- Ayacucho

La bataille de Suipacha eut lieu le 7 novembre 1810, en Bolivie, au cours de la guerre d'indépendance de la Bolivie. Elle opposa l'armée coloniale espagnole aux forces républicaines envoyées par la Première junte de Buenos Aires. La Bolivie était alors connue comme le Haut-Pérou (Alto Perú). La bataille fut la première défaite d'une armée royaliste face à des forces républicaines. La bataille de Suipacha se déroula à 25 km au sud-est de la ville de Tupiza, près de la petite localité de Suipacha, au bord de la rivière Suipacha, dans la province de Sud Chichas (département de Potosí, en Bolivie).

## Contexte
En 1809, une révolte éclata dans le Haut-Pérou mais elle fut écrasée par les forces royalistes commandées par les généraux Vicente Nieto et José de Córdoba et le pouvoir espagnol fut solidement rétabli dans la région. Après la révolution de mai 1810, les républicains chargèrent un corps expéditionnaire commandé par Antonio González Balcarce, d'effectuer une reconnaissance du Haut-Pérou. Il partit de Buenos Aires et ses rangs se gonflèrent de volontaires en cours de route. Parmi eux, un groupe de gauchos conduits par Martín Miguel de Güemes, qui allait jouer un rôle-clé dans la révolution en Amérique du Sud. Lorsque l'expédition atteignit le Haut-Pérou, elle était forte de 600 hommes et 10 canons de campagne.

## Une action rapide
Les forces républicaines lancèrent une première attaque à Cotagaita le 27 octobre, mais elles furent repoussées. Elles se replièrent sur la rive sud de la rivière Suipacha, aux environs de la petite ville de Nazareno. Les forces royalistes, qui avaient reçu des renforts, attaquèrent cette position avec 800 hommes, mais furent battues lorsque les républicains lancèrent une contre-attaque sur leur flanc gauche. Les républicains purent alors attaquer le camp royaliste, obligeant leurs adversaires à se replier. La bataille n'avait duré que 30 minutes. La victoire fut suivie par un soulèvement général dans le Haut-Pérou, qui permit la capture et l'exécution du gouverneur espagnol Francisco de Paula Sanz, à Potosí. Les généraux Nieto et Córdoba furent également passés par les armes. L'armée républicaine poursuivit ensuite sa progression vers le nord jusqu'à la rivière Desaguadero.

## Conséquences
La victoire de Suipacha eut un impact considérable sur le moral du camp républicain. Elle fut célébrée à Potosí le 10 novembre et à Buenos Aires, où la Junte autorisa les combattants à porter un brassard avec l'inscription « La patria a los vencedores de Tupiza » (la patrie aux vainqueurs de Tupiza). Sur le plan politique, cette bataille constitua un tournant en assurant durablement la suprématie des forces révolutionnaires à l'intérieur des frontières de l'ancienne vice-royauté du Río de la Plata.

## Source
- (en) Cet article est partiellement ou en totalité issu de l’article de Wikipédia en anglais intitulé « Battle of Suipacha » (voir la liste des auteurs).